# Remellán
Remellán es una localidad española perteneciente al municipio de Boñar, en la provincia de León, comunidad autónoma de Castilla y León.

## Geografía

### Ubicación
| Noroeste: Valdecastillo | Norte: Valdecastillo | Noreste: Oville   |
| Oeste: Oville           |                      | Este: Crémenes    |
| Suroeste Boñar          | Sur: Cerecedo        | Sureste: Cerecedo |

## Demografía
Evolución de la población
| Gráfica de evolución demográfica de Remellán entre 2000 y 2016     |
|                                                                    |
| Población de derecho (2000-2016) según el padrón municipal del INE |